# Haroetjoen Chatsjatrjan
Haroetjoen Chatsjatrjan) (Armeens: Հարություն Ռուբենի Խաչատրյան, Russisch: Арутюн Рубенович Хачатрян) (Achalkalaki, 9 januari 1955) is een Armeens filmregisseur, -producent en cameraman. Hij werd geboren in Georgië, toen nog de Sovjet-Unie.

## Studie en loopbaan
Chatsjatrjan slaagde aan de Filmafdeling van de Cultuurfaciliteit van het Armeens Pedagogisch Staatsinstituut in Jerevan.
Later werkte hij voor de Armeense Documentaire Studio en de Hayfilm/Armenfilm Studio.
Chatsjatrjan richtte het Yerevan’s Golden Apricot International Film Festival op waaraan hij ook leiding bleef geven en wat een belangrijk lokaal platform betekent voor interculturele uitwisseling van kansen, ervaringen en training.

## Werk
Met vroege werken van hem zoals Taghi dzaynere (Stemmen van het district) uit 1981 en Kond (Kond) uit 1987 bracht hij een weergave van sociale en politieke spanningen in Armenië. Dit leidde in het Sovjetse Armenië bijna tot de verbanning van de film. Niettemin won de film Kond toen wel de hoofdprijs van het filmfestival in Kiev, de hoofdstad van de toen ook nog Sovjetse Oekraïne.
Met de film Veradardz avetyats yerkir (Terugkeer naar het beloofde land) uit 1991 vertoonde hij het nog maar net onafhankelijke Armenië dat geteisterd werd door een burgeroorlog en een aardbeving. Hij schetste een intens beeld van het nog jonge land en haar inwoners die het land ontvluchtten. Ook de documentaire Vaveragrogh (Documentairist) uit 2003 geeft een beeld van de moeilijke overgang die Armenië in de jaren 90 van de 20e eeuw doormaakte, terwijl Poeti veradardze (Terugkeer van de dichter) uit 2006 een meer poëtische zoektocht weergeeft binnen de kaders van materiële armoede en culturele rijkdom. Ook met dit werk geeft Chatsjatrjan een uitdrukking weer van de ziel van zijn land, Armenië.

### Filmografie
Als regisseur
- 1981 Taghi dzaynere (Stemmen van het district, korte documentaire)
- 1985 Mi iradardzutyan khronika (Kroniek van een zaak, korte documentaire)
- 1985 Hyurenkalvelov haramanatari mot (Te gast bij de commandant, korte documentaire)
- 1986 Erek Raund Engibaryani Kyankic (Drie rondes van Vladimir Yengibaryans leven)
- 1987 Kond (Kond, korte documentaire)
- 1988 Spitak qaghaq (Wit dorp, korte documentaire)
- 1989 Kamin Unaynutyan (De wind van Oblivion)
- 1990 Qamin unaynutyan
- 1991 Veradardz avetyats yerkir (Terugkeer naar het beloofde land, documentaire)
- 1994 Verjin kayan (Het laatste station)
- 2003 Vaveragrogh (Documentairist, documentaire)
- 2005 Poeti veradardze (Terugkeer van de dichter, documentaire)
- 2009 Sahman (Grens, documentaire)

Als producent
- 1992 Avlos
- 1994 Verjin kayan
- 2009 Sahman (documentaire)

## Onderscheidingen
Hij won meerdere prijzen tijdens internationale filmfestivals; hij werd bijvoorbeeld geëerd met de Staatsprijs van Armenië en als Verdienstelijk Artiest van Armenië. De film Kond uit 1987 werd verkozen tot beste film van het Filmfestival van Kiev.
In 2007 ontving hij de Prins Claus Prijs in het thema Cultuur en conflict. Het Prins Claus Fonds eerde hem voor "zijn esthetische kwaliteit en bewogen inhoud van zijn films.